# Korpijärvi (sjö i Rautalampi, Norra Savolax)
Korpijärvi är en sjö i kommunen Rautalampi i landskapet Norra Savolax i Finland. Sjön ligger 100 meter över havet. Den är 13 meter djup. Arean är 62 hektar och strandlinjen är 6,39 kilometer lång. Sjön  ingår i Kymmene älvs huvudavrinningsområde.   Den ligger omkring 54 kilometer sydväst om Kuopio och omkring 290 kilometer norr om Helsingfors. 